# Wappen Chiles

1812–1814
1818–1834
1834–1920

Das Wappen Chiles wurde am 24. Juni 1834 eingeführt. Seine heute gültige Gestalt wurde mit Dekret des chilenischen Kriegsministeriums vom 4. September 1920 festgelegt, das mit seiner Veröffentlichung am 8. September 1920 in Kraft trat.

## Beschreibung
Den Hauptteil des Wappens bildet ein goldgeränderter, blau und rot geteilter Wappenschild polnischer Form mit einem weißen Stern im Zentrum, sodass die Farben des chilenischen Nationalbanners sichtbar werden.
Darauf ist ein Federbusch aus drei Straußenfedern in den gleichen Farben blau, weiß und rot befestigt.
Als Schildhalter dienen auf der heraldisch rechten Seite ein Südandenhirsch, auch bekannt als Huemul, und auf der linken Seite ein Andenkondor. Beide tragen eine Krone.
Auf einem goldenen Postament liegt ein Spruchband, auf dem in spanischer Sprache der Wahlspruch Chiles steht:

«Por la razón o la fuerza»

„Durch Überzeugung oder mit Gewalt“

Blasonierung: Das Wappen zeigt einen silbernen fünfstrahligen Stern im Zentrum eines geteilten Schildes, welcher oben meerblau und unten rot ist und dessen Form dem gesetzlichen Modell entspricht. Das Oberwappen bildet ein dreifarbiger Federbusch in den Farben meerblau, weiß und rot. Der Schild wird rechts von einem springenden Andenhirsch und links von einem Kondor gehalten, beide Tiere jeweils mit einer goldenen Schifferkrone bekrönt. Das Postament bildet ein Schnörkel, auf dem ein Band mit dem Wahlspruch „por la razón o la fuerza“ liegt.

## Symbolik
Der silberne Stern symbolisiert die Freiheit und steht zudem auch für chilenische Indianer, die einen silbernen Stern als Erkennungszeichen an ihren Standarten führten.
Die drei Federn in den Landesfarben wurden früher vom chilenischen Staatspräsidenten als ein spezielles Zeichen seiner Würde am Hut getragen.
Der Andenhirsch ist das stärkste Tier in den chilenischen Anden. Der Kondor gilt als König unter den Vögeln der Anden und wird als Symbol für das freie und unabhängige Leben der chilenischen Nation gedeutet.
Die Kronen der Schildhalter stammen aus der Zeit der Segelschifffahrt. Der erste Matrose, der im Krieg ein gegnerisches Schiff betrat und lebend zurückkam, wurde mit einem goldenen Marinediadem gekrönt, dem die Kronen nachempfunden sind.

## Geschichte

Flagge Chiles

Das heutige chilenische Staatswappen wurde von dem chilenischen Militär und Politiker José Ignacio Zenteno (1786–1847) im Jahr 1834 nach dem Vorbild der Nationalflagge entworfen. Das Spruchband auf dem Postament wurde offiziell erst 1920 hinzugefügt.